# Eishockey-Regionalliga 2013/14
Die Regionalliga ist in der Saison 2013/14 die vierthöchste Ligenstufe im deutschen Eishockey unterhalb der Eishockey-Oberliga. Ausgespielt werden die Regionalligen Nord, West, Ost und Süd-West sowie diesen gleichgestellt die Bayerische Eishockey-Liga.

## Regionalliga Nord
Die Regionalliga Nord wurde vom Landeseissportverband Niedersachsen für Mannschaften der Bundesländer Niedersachsen, Hamburg, Bremen und Schleswig-Holstein veranstaltet.

### Teilnehmer
Auf Grund des Ausfalls mehrerer Vereine wurde die bisherige Regionalliga und die Verbandsliga zusammengelegt. In der neuen Regionalliga starteten elf Vereine. Meldefrist für die Liga war der 22. Juli 2013.
| - Weserstars Bremen (A) - EHC Grizzly Adams Wolfsburg (M) - Hamburger SV 1b - SG United North Stars Langenhagen/EC Wedemark | - TAG Salzgitter Icefighters - EHC Timmendorfer Strand 06 1b - REV Bremerhaven - TuS Harsefeld Tigers (N) | - ESC Wedemark Scorpions (N) - FTV Hamburg Crocodiles 1b (N) - Altonaer SV Hamburg (N) |

### Modus
Gespielt wird eine Einfachrunde. Die ersten vier Mannschaften erreichen die Playoffs und spielen im Anschluss den Meister aus. Die Sieger nach Hin- und Rückspiel qualifizieren sich für das Finale. Der Meister und der Vizemeister, nach Abschluss der Playoffs, erhalten das Aufstiegsrecht in die Oberliga Nord. Der Letztplatzierte nach der Endrunde ist sportlicher Absteiger.

### Hauptrunde
|     | Mannschaft                         | Sp | S3 | S2 | N1 | N0 | Tore   | Pkte |
| --- | ---------------------------------- | -- | -- | -- | -- | -- | ------ | ---- |
| 1.  | Weserstars Bremen (A)              | 20 | 18 | 0  | 0  | 2  | 182:69 | 54   |
| 2.  | SG United North Stars              | 20 | 15 | 0  | 1  | 4  | 154:69 | 46   |
| 3.  | ESC Wedemark Scorpions (N)         | 20 | 14 | 0  | 1  | 5  | 136:59 | 44   |
| 4.  | EHC Grizzly Adams Wolfsburg 1b (M) | 20 | 13 | 2  | 1  | 4  | 165:82 | 44   |
| 5.  | Salzgitter Icefighters             | 20 | 14 | 0  | 1  | 5  | 136:72 | 43   |
| 6.  | Altonaer SV Hamburg (N)            | 20 | 7  | 0  | 2  | 11 | 88:112 | 23   |
| 7.  | Hamburger SV 1b                    | 20 | 5  | 2  | 1  | 12 | 74:111 | 20   |
| 8.  | REV Bremerhaven                    | 20 | 6  | 1  | 0  | 13 | 75:101 | 20   |
| 9.  | TuS Harsefeld Tigers (N)           | 20 | 5  | 1  | 1  | 13 | 74:112 | 18   |
| 10. | EHC Timmendorfer Strand 06 1b      | 20 | 3  | 0  | 1  | 16 | 66:154 | 10   |
| 11. | FTV Hamburg Crocodiles 1b (N)      | 20 | 2  | 1  | 0  | 17 | 52:261 | 8    |

Abkürzungen: Sp = Spiele, S3 = Siege, S2 = Siege nach Verlängerung oder Penaltyschießen, N1 = Niederlagen nach Verlängerung oder Penaltyschießen, N0 = Niederlagen, (N) = Aufsteiger, (A) = Absteiger, (M) = Meister der Vorsaison
FTV Hamburg Crocodiles 1b sind sportlicher Absteiger aus der Regionalliga Nord.

### Play-offs
Die Halbfinalspiele fanden am Wochenende 21. bis 23. März 2014 statt.
Die beiden Teilnehmer am Finale sind sportlich zum Aufstieg in die Oberliga Nord berechtigt.
Das erste Finalspiel fand am 29. März 2014 in der Eishalle in Wolfsburg statt.

|  | Halbfinale | Halbfinale                     | Halbfinale | Halbfinale | Halbfinale |  |  | Finale | Finale                         | Finale | Finale | Finale |
|  |            |                                |            |            |            |  |  |        |                                |        |        |        |
|  |            |                                |            |            |            |  |  |        |                                |        |        |        |
|  | 1          | Weserstars Bremen              | 1          | 4          | 5          |  |  |        |                                |        |        |        |
|  | 4          | EHC Grizzly Adams Wolfsburg 1b | 5          | 1          | 6          |  |  |        |                                |        |        |        |
|  |            |                                |            |            |            |  |  | 4      | EHC Grizzly Adams Wolfsburg 1b | 4      | 1      | 5      |
|  |            |                                |            |            |            |  |  | 3      | ESC Wedemark Scorpions         | 3      | 4      | 7      |
|  | 2          | SG United North Stars          | 5          | 2          | 7          |  |  |        |                                |        |        |        |
|  | 3          | ESC Wedemark Scorpions         | 3          | 5          | 8          |  |  |        |                                |        |        |        |
|  |            |                                |            |            |            |  |  |        |                                |        |        |        |

#### Halbfinale
|                                                    | Gesamt | Hinspiel | Rückspiel |
| -------------------------------------------------- | ------ | -------- | --------- |
| Weserstars Bremen – EHC Grizzly Adams Wolfsburg 1b | 6:5    | 1:5      | 4:1 n. P. |
| SG United North Stars – ESC Wedemark Scorpions     | 7:8    | 5:3      | 2:5 n. P. |

#### Finale
|                                                         | Gesamt | Hinspiel | Rückspiel |
| ------------------------------------------------------- | ------ | -------- | --------- |
| EHC Grizzly Adams Wolfsburg 1b – ESC Wedemark Scorpions | 5:7    | 4:3      | 1:4       |

Die ESC Wedemark Scorpions schaffen damit den Aufstieg in die Eishockey-Oberliga 2014/15.

## Regionalliga West
Die Regionalliga West umfasst das Gebiet der Bundesländer Nordrhein-Westfalen, Hessen, Rheinland-Pfalz und Saarland. Ausrichter ist der Landeseissportverband Nordrhein-Westfalen.

### Teilnehmer
Der Herner EV, der Grefrather EG und der Neusser EV waren in die Oberliga aufgestiegen. Der EHC Neuwied kam als Absteiger in die Liga. Die Bergisch Raptors stiegen in die NRW-Liga ab. Der EHC Netphen ’08 zog sich in die Bezirksliga zurück. Die Darmstadt Dukes zogen sich in die Hessenliga zurück. Neu in der Liga waren die Aufsteiger aus der NRW-Liga Soester EG und TuS Wiehl, der Aufsteiger aus der Hessenliga EC Lauterbach und die Ratinger Aliens 1b.
| - EHC Neuwied (A) - Kassel Huskies 1b - Löwen Frankfurt 1b | - Dinslaken Kobras - Kölner EC 1b - Soester EG (N) | - TuS Wiehl (N) - Ratinger Ice Aliens 1b (N) - EC Lauterbach (N) |

### Modus
Die Teilnehmer auf Platz 1 bis 4 nehmen an der Aufstiegsrunde zur Oberliga, dem Oberliga-West-Pokal, teil. Dabei spielen sie mit den vier letzten Mannschaften der Oberliga West um die Qualifikation für die Oberliga West 2014/15. Die verbleibenden fünf Mannschaften spielen eine Platzierungsrunde.

### Vorrundentabelle
|    | Mannschaft                 | Sp | S3 | S2 | N1 | N0 | Tore   | Pkte |
| -- | -------------------------- | -- | -- | -- | -- | -- | ------ | ---- |
| 1. | EHC Neuwied (A)            | 16 | 13 | 1  | 1  | 1  | 100:30 | 42   |
| 2. | Kassel Huskies 1b          | 16 | 13 | 1  | 0  | 2  | 105:50 | 41   |
| 3. | Löwen Frankfurt 1b         | 16 | 10 | 0  | 0  | 6  | 96:42  | 30   |
| 4. | Kölner Haie 1b             | 16 | 9  | 0  | 1  | 6  | 84:59  | 28   |
| 5. | EC Lauterbach 2012 (N)     | 16 | 8  | 0  | 2  | 6  | 108:79 | 26   |
| 6. | Dinslaken Kobras           | 16 | 7  | 1  | 0  | 8  | 67:74  | 23   |
| 7. | Soester EG (N)             | 16 | 4  | 1  | 0  | 11 | 45:89  | 14   |
| 8. | TuS Wiehl (N)              | 16 | 3  | 0  | 0  | 13 | 53:102 | 9    |
| 9. | Ratinger Ice Aliens 1b (N) | 16 | 1  | 0  | 0  | 15 | 33:166 | 3    |

Abkürzungen: Sp = Spiele, S3 = Siege, S2 = Siege nach Verlängerung oder Penaltyschießen, N1 = Niederlagen nach Verlängerung oder Penaltyschießen, N0 = Niederlagen, (N) = Aufsteiger, (A) = Absteiger, (M) = Meister der Vorsaison

### Aufstiegsrunde
In der Aufstiegsrunde trafen die vier letzten Mannschaften aus der Oberliga, auf die vier besten der Regionalliga. Die ersten sechs Mannschaften, nach einer Einfachrunde, waren für die Oberliga qualifiziert. Die letzten beiden müssen in der kommenden Saison weiterhin in der Regionalliga antreten.
|    | Mannschaft               | Sp | S3 | S2 | N1 | N0 | Tore   | Diff. | Pkte |
| -- | ------------------------ | -- | -- | -- | -- | -- | ------ | ----- | ---- |
| 1. | ESC Moskitos Essen (OL)  | 14 | 14 | 0  | 0  | 0  | 139:41 | +98   | 42   |
| 2. | Ratinger Ice Aliens (OL) | 14 | 10 | 1  | 0  | 3  | 100:41 | +59   | 32   |
| 3. | EHC Neuwied (RL)         | 14 | 8  | 0  | 2  | 4  | 70:65  | +5    | 26   |
| 4. | Grefrath Phoenix (OL)    | 14 | 5  | 2  | 1  | 6  | 70:63  | +7    | 20   |
| 5. | Kassel Huskies 1b (RL)   | 14 | 6  | 0  | 1  | 7  | 51:72  | −21   | 19   |
| 6. | Neusser EV (OL)          | 14 | 2  | 3  | 1  | 8  | 53:99  | −46   | 13   |
| 7. | Löwen Frankfurt 1b (RL)  | 14 | 3  | 1  | 0  | 10 | 43:94  | −51   | 11   |
| 8. | Kölner Haie 1b (RL)      | 14 | 1  | 0  | 2  | 11 | 41:92  | −51   | 5    |

Abkürzungen: Sp = Spiele, S3 = Siege, S2 = Siege nach Verlängerung oder Penaltyschießen, N1 = Niederlagen nach Verlängerung oder Penaltyschießen, N0 = Niederlagen, (OL) = Teilnehmer aus der Oberliga, (RL) = Teilnehmer aus der Regionalliga
Der EHC Neuwied und überraschenderweise die Löwen Frankfurt 1b schafften den Sprung in die höhere Liga, da die Kassel Huskies 1b ihre Mannschaft zurückzogen.

### Platzierungsrunde
|    | Mannschaft             | Sp | S3 | S2 | N1 | N0 | Tore  | Pkte |
| -- | ---------------------- | -- | -- | -- | -- | -- | ----- | ---- |
| 1. | EC Lauterbach 2012     | 8  | 6  | 0  | 1  | 1  | 83:36 | 19   |
| 2. | Dinslaken Kobras       | 8  | 6  | 0  | 0  | 2  | 51:26 | 18   |
| 3. | Soester EG             | 8  | 5  | 1  | 0  | 2  | 53:38 | 17   |
| 4. | TuS Wiehl              | 8  | 1  | 0  | 0  | 7  | 22:56 | 3    |
| 5. | Ratinger Ice Aliens 1b | 8  | 1  | 0  | 0  | 7  | 25:78 | 3    |

Abkürzungen: Sp = Spiele, S3 = Siege, S2 = Siege nach Verlängerung oder Penaltyschießen, N1 = Niederlagen nach Verlängerung oder Penaltyschießen, N0 = Niederlagen
Die Ratinger Ice Aliens 1b haben ihre Mannschaft nach der Saison zurückgezogen.

## Regionalliga Ost
Die Regionalliga Ost umfasst das Gebiet der Bundesländer Berlin, Brandenburg, Sachsen, Sachsen-Anhalt und Thüringen. Ausrichter ist der Sächsische Eissportverband.

### Teilnehmer
Die teilnehmenden Mannschaften waren ziemlich ähnlich denen der Vorsaison. Der Abstieg des ECC Preussen Berlin forderte ein Abstieg deren 1b-Mannschaft. Neu dazu kamen die Outlaws Crimmitschau.
| - ECC Preussen Berlin (A) - Dresdner Eislöwen 1b (M) - ESC 2007 Berlin - SV Rot-Weiß Bad Muskau - Dresden Devils | - FASS Berlin 1b - EHC Erfurt 1b - Leipziger EC 1b - MEC Halle 04 1b - Outlaws Crimmitschau (N) |

### Modus
Die zehn teilnehmenden Mannschaften traten in einer Einfachrunde, Hin- und Rückspiel, gegeneinander an. Der Meister war sportlich für die Eishockey-Oberliga 2014/15 qualifiziert.

### Tabelle
|     | Mannschaft               | Sp | S3 | S2 | N1 | N0 | Tore   | Pkte |
| --- | ------------------------ | -- | -- | -- | -- | -- | ------ | ---- |
| 1.  | ECC Preussen Berlin (A)  | 18 | 18 | 0  | 0  | 0  | 140:24 | 54   |
| 2.  | Outlaws Crimmitschau (N) | 18 | 13 | 1  | 0  | 4  | 112:47 | 41   |
| 3.  | ESC 2007 Berlin          | 18 | 13 | 0  | 0  | 5  | 100:56 | 39   |
| 4.  | Dresdner Eislöwen 1b (M) | 18 | 13 | 0  | 0  | 5  | 89:56  | 39   |
| 5.  | SV Rot-Weiß Bad Muskau   | 18 | 10 | 0  | 2  | 6  | 100:70 | 32   |
| 6.  | FASS Berlin 1b           | 18 | 6  | 1  | 0  | 11 | 74:82  | 20   |
| 7.  | Dresden Devils           | 18 | 6  | 0  | 2  | 10 | 83:94  | 20   |
| 8.  | EHC Erfurt 1b            | 18 | 2  | 2  | 1  | 13 | 51:112 | 11   |
| 9.  | Icefighters Leipzig 1b   | 18 | 3  | 1  | 0  | 14 | 62:155 | 11   |
| 10. | MEC Halle 04 1b          | 18 | 1  | 0  | 0  | 16 | 29:143 | 3    |

Abkürzungen: Sp = Spiele, S3 = Siege, S2 = Siege nach Verlängerung oder Penaltyschießen, N1 = Niederlagen nach Verlängerung oder Penaltyschießen, N0 = Niederlagen, (N) = Aufsteiger, (A) = Absteiger, (M) = Meister der Vorsaison
Der ECC Preussen Berlin konnte als Absteiger gleich die Meisterschaft feiern, verzichtete jedoch auf sein Aufstiegsrecht. Die Mannschaft des MEC Halle 04 1b startet in der neuen Saison in der fünftklassigen Thüringenliga.

## Regionalliga Süd-West
Die Regionalliga Süd-West umfasste das Gebiet Baden-Württembergs. Ausrichter war der Eissport-Verband Baden-Württemberg. Jedoch nahm auch diesmal wieder die Mannschaft des EHC Zweibrücken aus Rheinland-Pfalz teil. Die Mannschaft der Rhein-Neckar Stars trat ab dieser Saison als EC Eppelheim an.

### Teilnehmer
| - EHC Eisbären Heilbronn (Titelverteidiger) - EHC Freiburg 1b - SC Bietigheim-Bissingen 1b - Schwenninger Fire Wings - Stuttgart Rebels | - EHC Zweibrücken - Mad Dogs Mannheim (Aufsteiger) - Baden Rhinos Hügelsheim 1b (Aufsteiger) - EC Eppelheim (Aufsteiger) |

### Modus
Die Liga spielte eine Eineinhalbfachrunde – jeder dreimal gegen jeden. Danach waren die vier besten Mannschaften für die Playoffs qualifiziert, die weiteren fünf Mannschaften spielten eine Abstiegsrunde, bei der der Letztplatzierte in die Landesliga Baden-Württemberg abstieg.

### Vorrundentabelle
|    | Mannschaft                 | Sp | S3 | S2 | N1 | N0 | Tore    | Pkte |
| -- | -------------------------- | -- | -- | -- | -- | -- | ------- | ---- |
| 1. | EHC Eisbären Heilbronn     | 24 | 21 | 0  | 0  | 3  | 187:60  | 63   |
| 2. | ESC Hügelsheim 09          | 24 | 16 | 2  | 0  | 6  | 151:84  | 52   |
| 3. | SC Bietigheim-Bissingen 1b | 24 | 17 | 0  | 1  | 6  | 119:67  | 52   |
| 4. | Schwenninger ERC           | 24 | 13 | 1  | 2  | 8  | 114:82  | 43   |
| 5. | Stuttgarter EC             | 24 | 9  | 2  | 0  | 13 | 93:108  | 31   |
| 6. | EHC Zweibrücken            | 24 | 7  | 2  | 0  | 15 | 104:176 | 25   |
| 7. | Mad Dogs Mannheim          | 24 | 8  | 0  | 0  | 16 | 104:158 | 24   |
| 8. | EHC Freiburg 1b            | 24 | 6  | 0  | 1  | 17 | 97:180  | 19   |
| 9. | EC Eppelheim               | 24 | 4  | 0  | 3  | 17 | 80:134  | 15   |

Abkürzungen: Sp = Spiele, S3 = Siege, S2 = Siege nach Verlängerung oder Penaltyschießen, N1 = Niederlagen nach Verlängerung oder Penaltyschießen, N0 = Niederlagen, N = Neuling (Aufsteiger), (M) = Meister der Vorsaison.

### Play-offs
Die Playoffs wurden im Modus „best-of-three“ gespielt.

|  | Halbfinale | Halbfinale                 | Halbfinale |  |  | Finale | Finale                     | Finale |
|  |            |                            |            |  |  |        |                            |        |
|  |            |                            |            |  |  |        |                            |        |
|  | 1          | EHC Eisbären Heilbronn     | 2          |  |  |        |                            |        |
|  | 4          | Schwenninger ERC           | 0          |  |  |        |                            |        |
|  |            |                            |            |  |  | 1      | EHC Eisbären Heilbronn     | 2      |
|  |            |                            |            |  |  | 3      | SC Bietigheim-Bissingen 1b | 0      |
|  | 2          | ESC Hügelsheim 09          | 1          |  |  |        |                            |        |
|  | 3          | SC Bietigheim-Bissingen 1b | 2          |  |  |        |                            |        |
|  |            |                            |            |  |  |        |                            |        |

#### Halbfinale
|                                                | Serie | Spiel 1 | Spiel 2 | Spiel 3   |
| ---------------------------------------------- | ----- | ------- | ------- | --------- |
| EHC Eisbären Heilbronn – Schwenninger ERC      | 2-0   | 9:2     | 7:2     | -         |
| ESC Hügelsheim 09 – SC Bietigheim-Bissingen 1b | 1-2   | 4:3     | 2:6     | 4:5 n. V. |

#### Finale
|                                                     | Serie | Spiel 1 | Spiel 2 | Spiel 3 |
| --------------------------------------------------- | ----- | ------- | ------- | ------- |
| EHC Eisbären Heilbronn – SC Bietigheim-Bissingen 1b | 2-0   | 4:1     | 5:3     | -       |

### Abstiegsrunde
Die drei besten Mannschaften der Abstiegsrunde haben den Klassenerhalt geschafft, die beiden Letzten müssen gegeneinander den Absteiger, im Hin- und Rückspiel, ausspielen.
|    | Mannschaft        | Sp | S3 | S2 | N1 | N0 | Tore  | Pkte |
| -- | ----------------- | -- | -- | -- | -- | -- | ----- | ---- |
| 1. | EC Eppelheim      | 4  | 3  | 0  | 0  | 1  | 22:21 | 9    |
| 2. | EHC Zweibrücken   | 4  | 3  | 0  | 0  | 1  | 27:18 | 9    |
| 3. | Stuttgarter EC    | 4  | 2  | 0  | 0  | 2  | 25:15 | 6    |
| 4. | EHC Freiburg 1b   | 4  | 1  | 0  | 0  | 3  | 18:31 | 3    |
| 5. | Mad Dogs Mannheim | 4  | 1  | 0  | 0  | 3  | 19:12 | 3    |

Abkürzungen: Sp = Spiele, S3 = Siege, S2 = Siege nach Verlängerung oder Penaltyschießen, N1 = Niederlagen nach Verlängerung oder Penaltyschießen, N0 = Niederlagen.

### Playdowns
|                                     | Gesamt | Hinspiel | Rückspiel |
| ----------------------------------- | ------ | -------- | --------- |
| EHC Freiburg 1b – Mad Dogs Mannheim | 14:6   | 6:3      | 8:3       |

Die Mannschaft des Mad Dogs Mannheim steigt in die 'Landesliga Baden-Württemberg' ab.

## Bayernliga
Die Bayernliga 2013/14 wurde vom Bayerischen Eissport-Verband organisiert und nach dessen Durchführungsbestimmungen ausgerichtet. Neu in der Liga waren die Aufsteiger EHC Stiftland Mitterteich, ESC Haßfurt und ERC Regen. Der Landesligameister EV Pfronten hat nicht an den Aufstiegs Play-offs teilgenommen.

### Modus
Die Liga spielt wie in den letzten Jahren eine Einfachrunde aus. Für die anschließende Zwischenrunde qualifizieren sich die ersten acht Mannschaften, die dann in zwei Gruppen jeweils zwei Teilnehmer an den Play-offs ausspielen. Halbfinale und das Spiel um Platz 3 werden im „Best of Three“-Modus ausgespielt, während das Finale der Play-offs im „Best-of-Five“-Modus ausgespielt wird. Die letzten acht Mannschaften der Vorrunde spielen die Abstiegsrunde in 2 Gruppen aus. Die jeweiligen letzten der beiden Gruppen steigen sportlich in die Landesliga ab. Die beiden vorletzten spielen im Playoffmodus „Best of Five“ die Endplatzierung 13 und 14 auf. Der Meister oder – anstelle des Meisters – der Vizemeister können sich für die Oberliga Süd bewerben.

### Teilnehmer
| - Wanderers Germering - Höchstadter EC - EHC Waldkraiburg - EHC 80 Nürnberg - TEV Miesbach - ECDC Memmingen - ERC Sonthofen - EHC Stiftland Mitterteich (N R) | - ESC Dorfen - TSV Peißenberg - EV Lindau - ESV Buchloe - EC Pfaffenhofen - EV Moosburg - ERC Regen (N) - ESC Haßfurt (N) |

### Vorrundentabelle
|     | Mannschaft                      | Sp | S3 | S2 | N1 | N0 | Tore    | Pkte |
| --- | ------------------------------- | -- | -- | -- | -- | -- | ------- | ---- |
| 1.  | ERC Sonthofen                   | 30 | 22 | 2  | 3  | 3  | 172:66  | 73   |
| 2.  | ECDC Memmingen                  | 30 | 22 | 1  | 0  | 7  | 148:100 | 68   |
| 3.  | EHC Waldkraiburg                | 30 | 17 | 5  | 3  | 5  | 156:89  | 64   |
| 4.  | TEV Miesbach                    | 30 | 19 | 1  | 2  | 8  | 151:86  | 61   |
| 5.  | EV Lindau                       | 30 | 16 | 2  | 4  | 8  | 123:88  | 56   |
| 6.  | ESC Dorfen                      | 30 | 15 | 3  | 1  | 11 | 138:103 | 52   |
| 7.  | Höchstadter EC                  | 30 | 14 | 4  | 2  | 10 | 130:93  | 52   |
| 8.  | TSV Peißenberg                  | 30 | 16 | 1  | 1  | 12 | 113:104 | 51   |
| 9.  | ESV Buchloe                     | 30 | 14 | 3  | 3  | 10 | 118:93  | 51   |
| 10. | EV Moosburg                     | 30 | 13 | 3  | 4  | 10 | 123:125 | 49   |
| 11. | EHC Stiftland Mitterteich (N R) | 30 | 13 | 1  | 3  | 13 | 121:131 | 44   |
| 12. | EC Pfaffenhofen                 | 30 | 11 | 1  | 0  | 18 | 134:136 | 35   |
| 13. | Wanderers Germering             | 30 | 10 | 0  | 5  | 15 | 86:111  | 35   |
| 14. | EHC 80 Nürnberg                 | 30 | 2  | 2  | 0  | 26 | 60:184  | 10   |
| 15. | ERC Regen (N)                   | 30 | 3  | 0  | 1  | 26 | 59:190  | 10   |
| 16. | ESC Haßfurt (N)                 | 30 | 1  | 3  | 0  | 26 | 71:204  | 9    |

Abkürzungen: Sp = Spiele, S3 = Siege, S2 = Siege nach Verlängerung oder Penaltyschießen, N1 = Niederlagen nach Verlängerung oder Penaltyschießen, N0 = Niederlagen, T = Tore, GT = Gegentore, N = Neuling (Aufsteiger) R = Rückzug.

### Zwischenrunde

#### Gruppe A
|    | Mannschaft     | Sp | S3 | S2 | N1 | N0 | Tore  | Pkte |
| -- | -------------- | -- | -- | -- | -- | -- | ----- | ---- |
| 1. | ERC Sonthofen  | 6  | 5  | 0  | 0  | 1  | 32:6  | 15   |
| 2. | TEV Miesbach   | 6  | 4  | 0  | 0  | 2  | 20:16 | 12   |
| 3. | TSV Peißenberg | 6  | 2  | 0  | 0  | 4  | 9:25  | 6    |
| 4. | EV Lindau      | 6  | 1  | 0  | 0  | 5  | 13:27 | 3    |

#### Gruppe B
|    | Mannschaft       | Sp | S3 | S2 | N1 | N0 | Tore  | Pkte |
| -- | ---------------- | -- | -- | -- | -- | -- | ----- | ---- |
| 1. | ECDC Memmingen   | 6  | 3  | 0  | 1  | 2  | 21:22 | 10   |
| 2. | Höchstadter EC   | 6  | 2  | 1  | 1  | 2  | 16:19 | 9    |
| 3. | ESC Dorfen       | 6  | 2  | 1  | 1  | 2  | 21:20 | 9    |
| 4. | EHC Waldkraiburg | 6  | 2  | 1  | 0  | 3  | 19:16 | 8    |

### Play-offs
Das Halbfinale wird im Modus „best-of-three“ ausgetragen. Das Finale im Modus „best-of-five“.

|  | Halbfinale     | Halbfinale |               |                | Finale | Finale |
|  |                |            |               |                |        |        |
|  |                |            |               |                |        |        |
|  | ERC Sonthofen  | 2          |               |                |        |        |
|  | Höchstädter EC | 0          |               |                |        |        |
|  |                |            | ERC Sonthofen | 3              |        |        |
|  |                |            |               | ECDC Memmingen | 0      |        |
|  | ECDC Memmingen | 2          |               |                |        |        |
|  | TEV Miesbach   | 0          |               |                |        |        |
|  |                |            |               |                |        |        |

- Damit ist der ERC Sonthofen als Meister der Bayernliga – „Bayerischer Meister 2014“

#### Halbfinale
|                                | Serie | Spiel 1 | Spiel 2   | Spiel 3 |
| ------------------------------ | ----- | ------- | --------- | ------- |
| ERC Sonthofen – Höchstädter EC | 2-0   | 3:1     | 4:0       | -       |
| ECDC Memmingen – TEV Miesbach  | 2-0   | 4:2     | 3:2 n. P. | -       |

#### Finale
|                                | Serie | Spiel 1 | Spiel 2 | Spiel 3 | Spiel 4 | Spiel 5 |
| ------------------------------ | ----- | ------- | ------- | ------- | ------- | ------- |
| ERC Sonthofen – ECDC Memmingen | 3-0   | 6:3     | 4:1     | 6:3     | -       | -       |

Der ERC Sonthofen ist somit für die Aufstiegsspiele zur Oberliga Süd qualifiziert.

### Abstiegsrunde

#### Gruppe A
|    | Mannschaft          | Sp | S3 | S2 | N1 | N0 | Tore  | Pkte |
| -- | ------------------- | -- | -- | -- | -- | -- | ----- | ---- |
| 1. | Wanderers Germering | 6  | 4  | 0  | 1  | 1  | 27:15 | 13   |
| 2. | EC Pfaffenhofen     | 6  | 2  | 2  | 0  | 2  | 30:20 | 10   |
| 3. | ESV Buchloe         | 6  | 2  | 0  | 1  | 3  | 21:20 | 7    |
| 4. | ESC Haßfurt         | 6  | 2  | 0  | 0  | 4  | 17:40 | 6    |

Der ESC Haßfurt ist sportlich in die Eishockey-Landesliga Bayern abgestiegen.

#### Gruppe B
|    | Mannschaft                | Sp | S3 | S2 | N1 | N0 | Tore  | Pkte |
| -- | ------------------------- | -- | -- | -- | -- | -- | ----- | ---- |
| 1. | EHC Stiftland Mitterteich | 6  | 4  | 0  | 1  | 1  | 37:16 | 13   |
| 2. | EV Moosburg               | 6  | 4  | 0  | 0  | 2  | 34:19 | 12   |
| 3. | EHC 80 Nürnberg           | 6  | 2  | 0  | 0  | 2  | 19:14 | 10   |
| 4. | ERC Regen                 | 6  | 0  | 0  | 1  | 5  | 4:45  | 1    |

ERC Regen ist sportlich in die Eishockey-Landesliga Bayern abgestiegen.

#### Spiel um Platz 13
|                               | Serie | Spiel 1 | Spiel 2 | Spiel 3 | Spiel 4 | Spiel 5 |
| ----------------------------- | ----- | ------- | ------- | ------- | ------- | ------- |
| ESV Buchloe – EHC 80 Nürnberg | 3-0   | 7:0     | 2:0     | 3:2     | -       | -       |

Das eigentliche Relegationsspiel um den Klassenerhalt wurde nur zum „Spiel um Platz 13“ da die Mannschaft des EHC 80 Nürnberg, auf Grund der wenigen Meldungen für die reduzierte Bayernliga 2014/15 in der Liga verbleiben konnte.

## Aufstiegsspiele zur Oberliga Süd 2014/15
Die Entscheidungsspiele um den Aufstieg zwischen dem Bayernliga-Meister und dem Meister der Regionalliga Süd-West fanden wegen eines Aufstiegsverzicht des EHC Eisbären Heilbronn nicht statt. Der ERC Sonthofen ist damit sportlicher Aufsteiger in die Oberliga Süd.